# Station Loreux
Station Loreux is een spoorwegstation in de Franse gemeente Loreux.